# Водяне (Лозівський район)
Водяне — колишнє село в Україні, підпорядковувалося Грушинській сільській раді Первомайського Харківської області.

## Стислий опис
Село знаходилося на правому березі річки Орілька, вище за течією за 1 км розташовано Грушине, нижче за течією за 2 км — Кашпурівка, за 4 км — місто Первомайський, поруч пролягає автошлях Т 2110.
1983 року в селі почала діяти Первомайська виправна колонія № 117. Дата зникнення села Водяного невідома.